# عبدالله مخلص
عبدالله مخلص (۲۷ دسامبر ۱۸۷۸ – ۱۶ دسامبر ۱۹۴۷) تاریخ‌نگار فلسطینی بود. در روستای عین تاب در ولایت حلب به دنیا آمد. پدرش از افسران ارتش عثمانی بود، زمانی که پسرش چهارساله بود به فلسطین مهاجرت کرد و او در شهر جنین بزرگ شد. در حیفا تحصیل کرد و در کنار عربی، به ترکی و فارسی تسلط یافت. استعداد او در نوشتن در سنین پایین آشکار شد و برای چندین روزنامه سیاسی و ادبی می‌نوشت. در امور عامه و ملی نیز شرکت کرد. در بازار حیفا به تجارت پرداخت و سپس به عنوان مدیر اوقاف اسلامی در شهر بیت‌المقدس منصوب شد. همچنین به عضویت فرهنگستان زبان عربی در دمشق درآمد. بنا به وصف دانشنامهٔ میان‌کنشی مسئلهٔ فلسطین، عبدالله مخلص در درجهٔ نخست تاریخ‌نگار، میراث‌پژوه و متفکری منطق‌گرا بود که خرافات را رد می‌کرد. او همچنین یک دموکرات آزادی‌خواه، مخالف استبداد، فئودالیسم، فرقه‌گرایی و حامی زنان و حقوق انسانی آنها بود. گرایش‌های عربی و سوسیالیستی‌اش که باعث شد در کنار کارگران بایستد و از آنها دفاع کند. در عین حالی که به دین اسلامی خود می‌بالید، در مقابل رکود و ایمان کور پیشینیان ایستادگی می‌کرد.

## زندگی
در ۲۷ دسامبر ۱۸۷۸ در شهر عین تاب، ولایت حلب، امپراتوری عثمانی، در خانواده‌ای به دنیا آمد که ریشه‌شان به شهر حدیده در یمن به نام «شبچی خوجه‌زاده» بازمی‌گردد. مادرش ار خانوادهٔ حصیرچی بود. پدرش محمد از افسران ارتش عثمانی بود و در حالی که عبدالله هنوز چهار ساله نشده بود، به دلیل کار نظامی به حیفا، فلسطین، رفت. عبدالله تحصیلات خود را در مکتب الرشدی در شهر حیفا آغاز کرد و در ۲۱ ژوئیه ۱۸۹۰ در حالی که دوازده ساله بود مدرک خود را گرفت. پدرش او را به مدرسه عالی نفرستاد. پدرش بنا به شغلش از نابلس به جنین نقل مکان کرد. عبدالله مخلص در آنجا به یکی از ادارات دولتی رفت و آمد کرد تا مهارت خود را در خوشنویسی تمرین کند و روش‌های آن را بیاموزد. او گزارش‌ها و مقررات صادره از قائم‌مقام ناحیهٔ جنین، محمد رئوف بیگ را مطالعه می‌کرد. در آن هنگام زبان ترکی عثمانی زبان رسمی در ادارات دولتی بود. او ترکی و فارسی را در کنار عربی آموخت. عبدالله مخلص خود را وقف دانش آموزی کرد، از این رو به حضور در دروس و مجالس برجسته‌ترین علمای شهر نابلس روی آورد، مانند: حسن هاشم مفتی نابلس، داود هاشم یکی از اعضای دادگاه استیناف شرعی قدس و عبداله صوفان الحنبلی.
اولین کار عبدالله مخلص، کاتب شهرداری منطقهٔ جنین در ۱۴ آوریل ۱۸۹۳ بود، سپس خزانه‌دار شهرداری شد. در ۲۲ ژوئیه ۱۸۹۶ به عنوان منشی در شعبهٔ بانک کشاورزی در ناحیهٔ نابلس منصوب شد. دو سال بعد، دبیرخانه صندوقدار بانک به مناصبش افزوده شد و در ۴ ژوئن ۱۹۰۰ به سمت مدیر حسابداری شعبهٔ یاد دشده در جنین ارتقا یافت. در ۲۱ آوریل ۱۹۰۶ در همان سمت به منطقهٔ صور در ولایت بیروت منتقل شد. در ۲۴ ژوئیه ۱۹۰۷ از شغل خود در بانک کشاورزی استعفا داد و به شعبهٔ سرمایه‌گذاری ادارهٔ راه‌آهن حجاز در حیفا منصوب شد. پس از دو سال، ریاست این شعبه را بر عهده گرفت و برای تشکیل انجمنی تحت عنوان «انجمن تعاونی کارکنان راه‌آهن» برای دفاع از منافع کارگران تلاش کرد، اما مجلس شورای دولتی شش ماه پس از تأسیس آن تصمیم به لغو آن گرفت.
مخلص از سال سال ۱۹۰۹ شروع به چاپ نوشته‌هایش در روزنامه‌های سیاسی و مجلات ادبی زمانهٔ خود کرد، مانند: مجلهٔ «المقتبس» متعلق به محمد کرد علی، مجلهٔ «النفائس العصریة» متعلق به خلیل بیدس، مجله فرهنگستان زبان عربی در دمشق، مجلهٔ «الزهراء» در قاهره متعلق به محب‌الدین خطیب، مجلهٔ «الکشاف» در بیروت، «اللواء»، «المفید» و مجلات ترکی «زمان»، «الترقی» و «صباح». علایق علمی او بر میراث عربی-اسلامی و میراث معماری در فلسطین و اردن متمرکز بود.
عبدالله مخلص در ۱۳ مارس ۱۹۱۴ پس از بروز اختلاف بین او و مدیر کل آلمانی این اداره که دیکمن نام داشت، از سمت خود در اداره راه‌آهن حجاز برکنار شد. این اختلاف به دلیل تمایل مدیرکل دیکمن برای تأمین تمام تدارکات راه‌آهن فقط از کارخانه‌های آلمانی بود، در حالی که عبدالله مخلص بر لزوم بازگشت به روش‌های مناقصه و مزایده برای خرید این لوازم اصرار داشت.
عبدالله مخلص پس از برکناری از آخرین سمت خود، سال‌هایی در تجارت کار کرد. هنگامی که کتابخانهٔ مسجدالاقصی در سال ۱۹۲۲ تأسیس شد، مخلص به عنوان کارگزار آن منصوب شد. او تصمیم گرفت تا یک کتابخانهٔ بزرگ میراثی در آن گرد؛ قرآن‌های نادر باستانی، چند کتاب خطی و دیگر کتابهای ارزشمند از سوی واقفان را جمع آورد. در ۳ سپتامبر ۱۹۲۲، از مخلص برای تصدی حسابداری عمومی ادارهٔ اوقاف مجلس عالی اسلامی در بیت‌المقدس دعوت شد. او همچنین به عنوان عضو کمیته مدرسهٔ دارالایتام انتخاب شد. وی در ادارهٔ اوقاف، گاه فعالیت سیاسی نشان می‌داد و با رئیس مجلس اعلای اسلامی درگیر می‌شد. هنوز یک سال از تصدی مدیریت حسابداری نگذشته بود که ریاست مجلس اعلای اسلامی به دلیل انتقادهای وی از زیاده‌روی مجلس در هزینه‌ها، تصمیم به لغو این سمت گرفت و مخلص به کار تجاری خود بازگشت. در سال ۱۹۲۷، به عضویت مُراسل فرهنگستان زبان عربی در دمشق انتخاب شد و شروع به انتشار برخی از مقالات و تحقیقات خود در مجله‌ای که توسط این فرهنگستان منتشر می‌شد، کرد. در اوایل سال ۱۹۳۸ به عنوان مدیر اوقاف عمومی اسلامی در فلسطین منصوب شد و تا مه ۱۹۴۴ در این سمت باقی ماند تا اینکه استعفا داد.
عبدالله مخلص پس از برکناری از اداره اوقاف اسلامی، تماماً خود را وقف نگارش و ارائهٔ گفتگو در رادیو فلسطین کرد. او همچنین خود را وقف جمع‌آوری نسخه‌های خطی و نشریات گرانبها کرد. به دلیل علاقه‌ای که به تاریخ اسلام داشت، کتابخانه‌ای در خانه‌اش در محلهٔ شیخ جراح گردآوری کرد که در فلسطین بی‌نظیر بود که بیشتر آن شامل کتاب‌های عربی-اسلامی بود. مطالعات باستان‌شناسی اسلامی و مسیحی خود را گسترش داد. فعالیت‌های قابل توجهی در زمینهٔ اکتشاف و تحقیق داشت. از جمله اقدامات او در این موارد می‌توان به پژوهش‌هایش دربارهٔ: آرامگاه یوسف پیامبر در بلاطه در حومهٔ نابلس، جُب یوسف، مقام عمرو بن العاص در فلسطین، بیت رأس و دیگر پژوهش‌های مهم ادبی و تاریخی اشاره کرد. عبدالله مخلص در ترجمه نیز اثر دارد. او همچنین در نقد ادبی فعال بود که او را قادر ساخت تا ادبیات را به صورت طبقاتی تجزیه و تحلیل کند و نظریهٔ هنر از برای هنر را نقد کند.
دانشمندان بسیاری میزبان خانهٔ او می‌شدند که در میان آنها بحث‌های علمی پرباری جریان می‌گرفت که با وجود بیماری حتی در سال آخر عمرش از شرکت در آنها دست برنداشت. عبدالله مخلص با تعدادی از علمای سرشناس زمان خود، به ویژه در شام، مصر و عراق، دوستی‌های زیادی برقرار کرد، از جمله: محمد کرد علی، احمد تیمور، آناستاس کرملی، سعید بن علی الکرمی، اسعد الشقیری، عجاج نویهض، نجیب نصار، عیسی اسکندر المعلوف و حسن حسنی عبدالوهاب. همچنین روابط دوستی یا نامه‌نگاری نیز او را با تعدادی از شرق‌شناسان پیوند داد، از جمله: آنتونین جوسین، دیوید سموئل مارگولیوث و کارل بروکلمان.
هنگامی که پس از تصویب قطعنامه تقسیم‌بندی در نوامبر ۱۹۴۷ توسط مجمع عمومی سازمان ملل، امنیت در شهر قدس مختل شد، عبدالله مخلص به خاطر کتابخانهٔ گرانبهای خود ترسید، چرا که خانهٔ او در محلهٔ شیخ جراح در مجاورت محلهٔ یهودی‌نشین مئا شعاریم بود. در خلال جنگ داخلی او تصمیم گرفت کتابخانه‌اش را به صومعهٔ خواهران قلب مقدس، روبروی بیمارستان فرانسوی در قدس منتقل کند. اما نیروهای اسرائیلی بعداً صومعه را بمباران کردند که فروریخت و کتاب‌های وی زیر آوار ماند.

## درگذشت
عبدالله مخلص در آوریل ۱۹۴۷ به یک بیماری بدخیم در غدهٔ پروستات مبتلا شد و در بیمارستان فرانسوی تحت یک عمل جراحی ناموفق قرار گرفت. او به مدت هشت ماه از درد رنج می‌برد تا اینکه در ۱۶ دسامبر ۱۹۴۷ درگذشت. پیکرش در قبرستان الساهره روبروی دیوار قدس و شهر قدیمی به خاک سپرده شد.

## آثار
دو اثر از نامق کمال از ترکی به عربی ترجمه کرد. بسیاری از آثار وی نسخه خطی باقی مانده یا در نابودی کتابخانه‌اش از بین رفته‌اند. از جمله عناوین عربی آثار چاپ شدهٔ وی:
- تاريخ المسجد الأقصى: صیدا، چاپخانهٔ مجلهٔ العرفان، ۱۹۴۷.
- يوسف الصديق وقبره الشريف، قاهره، چاپخانهٔ السلفیة، ۱۹۲۷.
- صاحب مختار الصحاح، بولاق، چاپخانهٔ الأمیریة، ۱۹۱۹.
- مئذنة الجامع الأبيض في الرملة، بیروت، چاپخانهٔ الأدبیة، ۱۹۲۳.